# Lupold von Nordenberg
Lupold (Leopold) von Nordenberg (* im 12. Jahrhundert; † 1276 wohl auf Burg Nordenberg) war kaiserlicher Reichserbküchenmeister des Heiligen Römischen Reiches und Propst zu Feuchtwangen.

## Leben
Lupold von Nordenberg, im Jahr 1156 erstmals erwähnt, war der Sohn des Heinrich von Nordenberg, kaiserlicher Reichsküchenmeister, Reichsvogt zu Rothenburg und Nürnberg. Sohn Lupold erbte zwischen 1235 und 1240 das Amt des kaiserlichen Reichsküchenmeisters und die Burg Nordenberg.
Große politische Bedeutung bekam Lupold von Nordenberg durch seine enge Beziehung zu Staufer-Kaiser Friedrich II. und – nach dem Untergang der Staufer – durch seine Unterstützung für Rudolf I. von Habsburg bei der Wahl zum deutschen König (1273). Außerdem hatte er enge Verbindung zu Albertus Magnus, dem bedeutendsten Gelehrten des 13. Jahrhunderts und Lehrer des Thomas von Aquin. Als Lupold von Nordenberg im Jahr 1249 den Amtssitz der Reichserbküchenmeister in ein Dominikanerinnenkloster umwandelte, weihte es Albertus Magnus ein. Angeblich soll dieser auch das von Lupold – als Nachlassverwalter der hohenstaufischen Güter – zur Aufbewahrung der Heilig-Blut-Reliquie um 1250 gestiftete romanische Kreuz geweiht haben, die Reliquie wurde später zum religiösen Kernstück des Heiligen-Blut-Altars von Tilman Riemenschneider.
Im Jahr 1261 überlässt ihm sein Verwandter Engelhard von Bebenburg seine Güter und Vogtrechte in Buch.
Lupold heiratete Adelheid von Seckendorff, Äbtissin des Dominikanerinnenklosters von Rothenburg und Tochter des Ludwig von Seckendorff, Herr auf Seckendorf und Zennhausen. Lupold und Adelheid wurden in der Klosterkirche beigesetzt.